# Morning Star (Pärt)
Pour les articles homonymes, voir Morning Star.
Morning Star est une œuvre pour chœur a cappella à quatre voix mixtes (avec quelques divisi pour les soprani et les basses) écrite par Arvo Pärt, compositeur estonien associé au mouvement de musique minimaliste. 

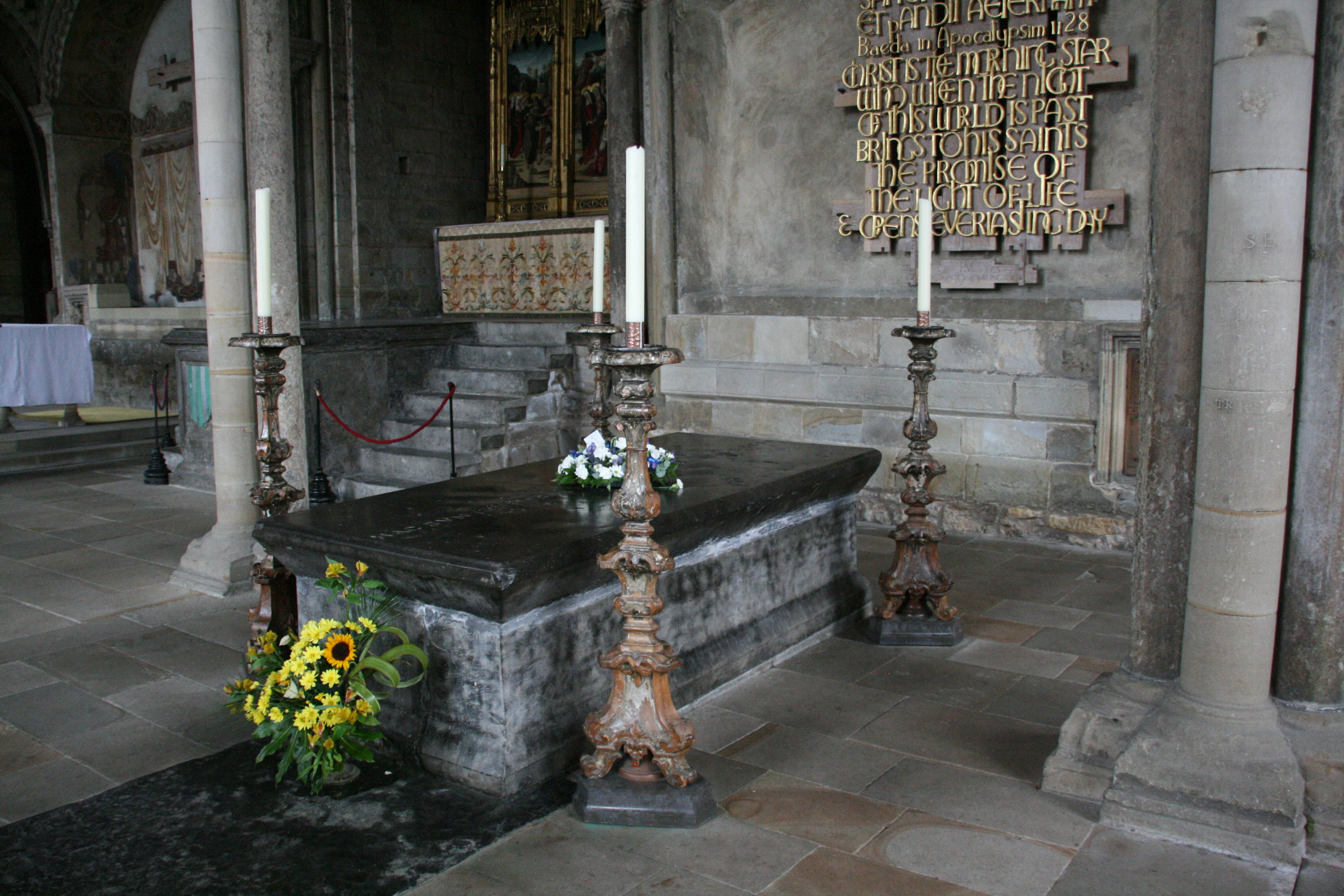
Tombe de Bède le Vénérable, d'où est tiré le texte de Morning Star.

## Historique
Composée en 2007, cette œuvre est une commande de l'université de Durham à l'occasion de son 175e anniversaire.

## Discographie
- Sur le disque Creator Spiritus, par le Theatre of Voices dirigé par Paul Hillier chez Harmonia Mundi, 2012.